# Nimbrethil
Nimbrethil was een streek ten westen van de mondingen van de rivier de Sirion in Beleriand in De Silmarillion van J.R.R. Tolkien.
Nimbrethil is ook het Sindarijnse woord voor Zilverberk. De streek was dan ook vooral beroemd om zijn berkenwouden. Deze berken leverden uitstekend hout voor de scheepsbouw. Het schip van Vingilot van Eärendil was van dit hout gemaakt.